# Aeroportul Sabzevar
Aeroportul Sabzevar (IATA: AFZ, ICAO: OIMS) este un aeroport din Sabzevar, Central District⁠(d), Sabzevar County⁠(d), Provincia Razavi Khorasan, Iran ce deservește zona Sabzevar.
Situat la o altitudine de 917 m, aeroportul dispune de o singură pistă.